# Napoli Centrale
Napoli Centrale — итальянская джаз-рок группа 70-х годов. Лидером коллектива был неаполитанский саксофонист Джеймс Сенезе.
Опубликовано 7 студийных альбомов.
Пребывание в группе в начале карьеры имело огромное влияние на дальнейшее творчество одного из наиболее значимых итальянских кантауторе — Пино Даниэле.

## История
Группа появилась в 1975 благодаря эклектичному саксофонисту Джеймсу Сенезе и ударнику Франко Дель Прете, что предварительно играли в группе «The Showmen». Другие участники группы: Марк Харрис (фортепиано) и Тони Уэлмсли (бас и гитара), которые после первой долгоиграющей пластинки покинули коллектив, чтобы присоединиться к вновь прогрессив-рок группы «Rovescio della Medaglia». Позже в группу пришли Пиппо Матино (бас) и Беппо Саннино (перкуссия). Некоторое время в ансамбле работал Пино Даниэле (бас), который затем сделал блестящую карьеру солиста.
Имя, которое подсказал Рафаэле Касконе (один из ведущих радиопередачи «Per voi giovani»), есть название железнодорожного вокзала Кампанийской столицы, что должно указывать на разнообразие тел и лиц в культурном пространстве музыки ансамбля.
Музыкальными образцами, определили характер творчества группы, были Джон Колтрейн, Майлз Дэвис (электронного периода), а также джазовая группа «Weather Report», а особенно её участники Уэйн Шортер и Джо Завинул, которые поспособствовали появлению в музыке типичного неаполитанского колорита и созданию микса «Jazz-Rock-Prog», что в тогдашнем итальянском музыкальном пространстве было уникальным явлением.

## Дискография

### 33 оборота
- 1975: Napoli Centrale (Dischi Ricordi, SMRL 6159)
- 1976: Mattanza (Dischi Ricordi, SMRL 6187)
- 1977: Qualcosa ca nu' mmore (Dischi Ricordi, SMRL 6224)

### CD
- 1992: Jesceallah (Blue Angel, BAR 40592)
- 1994: ngazzate nire (Blue Angel, FDM 70494)
- 2001: Zitte! Sta venenn' 'o mammone (Sony, PDG 5030512)

### 45 оборотов
- 1975: Campagna/Vico Primo Parise n° 8 (Dischi Ricordi, SRL 10756)